# ЭТН-123
ЭТН-123 — цепной траншейный экскаватор, производившийся с 1959 года на Таллинском экскаваторном заводе на базе пневмоколёсного трактора МТЗ-5. Являлся усовершенствованной версией траншейного экскаватора ЭТН-122. В 1961 году заменён модернизированной моделью ЭТН-124, производство которой было развёрнуто в Мыйзакюласком цехе Таллинского экскаваторного завода. Производство ЭТН-124 продолжалось до 1964 года. Основной задачей экскаваторов ЭТН-123 и ЭТН-124 было создание траншей прямоугольного сечения под укладку кабелей. Сокращение ЭТН означает Экскаватор Траншейный Навесной, в индексе 123 первые две цифры указывают глубину отрываемой траншеи в дециметрах (то есть 1,2 метра), последняя — номер модели.

## История
В 1957 году на киевском заводе «Красный экскаватор» началось производство ЭТН-122, первого в СССР цепного траншейного экскаватора на базе пневмоколёсного трактора (в качестве базовой машины использовался МТЗ-2). Вскоре производство было передано на недавно образованный Таллинский экскаваторный завод, где машина была модифицирована: базовый трактор был заменён на МТЗ-5. Усовершенствованный экскаватор с 1959 года начал серийно выпускаться под индексом ЭТН-123. Экскаватор, аналогично своему предшественнику, имел открытую кабину. Производство этой модели продолжалось два года, всего за 1959—1960 годы было выпущено 203 единицы. В 1961 году Мыйзакюлаский механический завод был передан в подчинение Таллинскому экскаваторному заводу, и производство лёгких траншейных экскаваторов на базе пневмоколёсных тракторов было переведено с головного предприятия в Мыйзакюла. В том же году в мыйзакюласком отделении началось производство ЭТН-124, представлявшего собой дальнейшее развитие модели ЭТН-123. В качестве базовой машины использовалась новая версия базового трактора, а именно снабжённый закрытой кабиной МТЗ-5ЛС/МС. Производство ЭТН-124 продолжалось до 1964 года, было произведено 764 экземпляра. С 1964 года на смену ЭТН-124 пришла более новая модель, базовой машиной для которой послужил более мощный трактор МТЗ-50. Благодаря большей мощности удалось повысить глубину копания до 1,6 метров, новая машина получила индекс ЭТЦ-161.

## Технические особенности
Конструкция ЭТН-123 и ЭТН-124 подобна конструкции их предшественника ЭТН-122. Оба экскаватора представляют собой самоходные землеройные машины на базе тракторов МТЗ-5 и МТЗ-5ЛС/МС соответственно (главным внешним отличием является наличие закрытой кабины у более поздней модели). Задачей экскаваторов является отрытие траншей прямоугольного сечения под кабели и небольшие трубопроводы. Экскаваторы снабжаются скребковым рабочим органом, который навешивается сзади на базовый трактор, а также бульдозерным отвалом для закапывания траншеи и разравнивания грунта. При работе экскаватор движется вдоль отрываемой траншеи, глубина траншеи регулируется углом опускания рабочего органа. Подъём и опускание рабочего органа производится с помощью двух гидроцилиндров. Бульдозерный отвал приводится в действие отдельным гидроцилиндром. Максимальная глубина копания составляет 1,2 метра. Рабочий орган представляет собой бесконечную цепь, снабжённую скребками и расположенную на раме. Заменой скребков можно устанавливать ширину отрываемой траншеи на 0,2 и 0,4 метра. Цепь огибает ведущую звёздочку (находится ближе к трактору) и направляющую звёздочку, снабжённую натяжным устройством. На раме расположены также два опорных ролика. Привод цепи рабочего органа осуществляется от двигателя трактора через специальный редуктор и турасный вал. Для предотвращения поломки механизма при встрече с непреодолимым препятствием в кинематической цепи имеется защитное устройство. Сверху рамы закреплёна штанга с башмаком, предназначенным для зачистки дна отрываемой траншеи. Удаление грунта с бермы траншеи производится с помощью двух шнековых конвейеров, приводимых в действие рабочей цепью. Машина может отрывать траншеи вдоль стен зданий вблизи от их стен. Регулирование рабочего хода бесступенчатое, через гидравлический ходоуменьшитель.

## Основные характеристики
В таблице приведены основные технические характеристики экскаваторов ЭТН-123 и ЭТН-124. Для сравнения рядом приводятся характеристики ЭТН-122.
| Модель                              | ЭТН-122                                     | ЭТН-123                                     | ЭТН-124                                     |
| ----------------------------------- | ------------------------------------------- | ------------------------------------------- | ------------------------------------------- |
| Базовая машина                      | МТЗ-2                                       | МТЗ-5                                       | МТЗ-5ЛС/МС                                  |
| Глубина траншеи, м                  | 1,200                                       | 1,200                                       | 1,200                                       |
| Ширина траншеи, м                   | 0,2 и 0,4                                   | 0,2 и 0,4                                   | 0,2 и 0,4                                   |
| Марка двигателя                     | Д-36                                        | Д-40Л                                       | Д-48Л/М                                     |
| Мощность двигателя, л. с. (кВт)     | 37 (27)                                     | 45 (33)                                     | 50 (37)                                     |
| Рабочая скорость, м/ч               | 6—328                                       | 6—300                                       | 0—300                                       |
| Транспортная скорость, км/ч         | 4,56—12,95 (назад 3,42)                     | 1,7—22,3                                    | 1,93—22,4                                   |
| Регулирование рабочей скорости      | гидравлическое                              | гидравлическое                              | гидравлическое                              |
| Регулирование транспортной скорости | механическое                                | механическое                                | механическое                                |
| Тип рабочего органа                 | скребковая цепь                             | скребковая цепь                             | скребковая цепь                             |
| Скорость рабочей цепи, м/с          |                                             |                                             | 0,64; 1,16                                  |
| Механизм подъёма рабочего органа    | гидравлический                              | гидравлический                              | гидравлический                              |
| Способ удаления грунта              | шнековый конвейер, в обе стороны от траншеи | шнековый конвейер, в обе стороны от траншеи | шнековый конвейер, в обе стороны от траншеи |
| Транспортная длина, м               | 5,96                                        | 6,70                                        | 6,70                                        |
| Транспортная ширина, м              | 1,8                                         | 2,0                                         | 2,0                                         |
| Транспортная высота, м              | 2,7                                         | 2,73                                        | 2,73                                        |
| Масса, кг                           | 4300                                        | 4418                                        | 4530                                        |
| Тип движителя                       | колёсный                                    | колёсный                                    | колёсный                                    |
| Давление на грунт, кг/см² (МПа)     | 2,6 (0,26)                                  |                                             |                                             |

Для работы с мёрзлыми грунтами на базе экскаваторов ЭТН-123 и ЭТН-124 были созданы узкотраншейные машины, снабжённые специально разработанными баровыми рабочими органами.